# Norská hokejová reprezentace do 20 let
Norská hokejová reprezentace do 20 let je výběrem nejlepších norských hráčů ledního hokeje v této věkové kategorii. Mužstvo je účastníkem skupiny A I. divize juniorského mistrovství světa, z elitní skupiny sestoupilo v roce 2014. Celkem osmkrát země dosud startovala mezi elitou. Žádný Nor na MSJ nikdy nebyl oceněn žádným individuálním oceněním a historicky nejlepším umístěním týmu byla šestá příčka.

## Účast v elitní skupiněmistrovství světa
| MS       | Místo konání                                 | Umístění           |
| -------- | -------------------------------------------- | ------------------ |
| MSJ 1979 | Švédsko (Karlstad, Karlskoga)                | 8. místo (sestup)  |
| MSJ 1983 | SSSR (Leningrad)                             | 8. místo (sestup)  |
| MSJ 1989 | USA (Anchorage)                              | 7. místo           |
| MSJ 1990 | Finsko (Helsinky, Turku, Kauniainen, Kerava) | 6. místo           |
| MSJ 1991 | Kanada (Saskatoon, Regina)                   | 8. místo (sestup)  |
| MSJ 2006 | Kanada (Vancouver, Kelowna, Kamloops)        | 10. místo (sestup) |
| MSJ 2011 | USA (Buffalo)                                | 9. místo (sestup)  |
| MSJ 2014 | Švédsko (Malmö)                              | 10. místo (sestup) |
| MSJ 2024 | Švédsko (Göteborg)                           | 10. místo (sestup) |

## Individuální rekordy na MSJ
(pouze elitní skupina)

### Celkové
Utkání: 20, Espen Knutsen (1989, 1990, 1991)
Góly: 7, Marius Rath (1989, 1990)
Asistence: 11, Espen Knutsen (1989, 1990, 1991) a Ole-Eskild Dahlstrøm (1989, 1990)
Body: 14, Espen Knutsen (1989, 1990, 1991)
Trestné minuty: 28, Jan-Tore Ronningen (1990, 1991)
Vychytaná čistá konta: 1, Joachim Svendsen (2014)
Vychytaná vítězství: 3, Mattis Haakensen  (1989, 1990)

### Za turnaj
Góly: 5, Marius Rath (1990)
Asistence: 7, Espen Knutsen (1990)
Body: 9, Espen Knutsen (1990)
Trestné minuty: 26, Stephen Foyn (1979), Tommie Eriksen (1990) a Eirik Grafsrønningen (2006)
Vychytaná čistá konta: 1, Joachim Svendsen (2014)
Vychytaná vítězství: 2, Mattis Haakensen  (1990)

## Souhrn výsledků v nižší divizi
Celek se účastní druhé výkonnostní skupiny MS, do roku 2000 označované jako B-skupiny – dnes nese název 1. divize. Níže ovšem nikdy nesestoupil, v roce 2018 ovšem bude hrál její B skupinu.
| - 1980 – 3. místo v B skupině - 1981 – 2. místo v B skupině - 1982 – 1. místo v B skupině (postup) - 1984 – 4. místo v B skupině - 1985 – 5. místo v B skupině - 1986 – 2. místo v B skupině - 1987 – 2. místo v B skupině - 1988 – 1. místo v B skupině (postup) - 1992 – 3. místo v B skupině - 1993 – 2. místo v B skupině - 1994 – 2. místo v B skupině - 1995 – 5. místo v B skupině - 1996 – 3. místo v B skupině - 1997 – 4. místo v B skupině - 1998 – 7. místo v B skupině - 1999 – 6. místo v B skupině - 2000 – 4. místo v B skupině - 2001 – 4. místo v I. divizi | - 2002 – 3. místo v I. divizi - 2003 – 3. místo v jedné ze dvou skupin I. divize - 2004 – 2. místo v jedné ze dvou skupin I. divize - 2005 – 1. místo v jedné ze dvou skupin I. divize (postup) - 2007 – 5. místo v jedné ze dvou skupin I. divize - 2008 – 3. místo v jedné ze dvou skupin I. divize - 2009 – 3. místo v jedné ze dvou skupin I. divize - 2010 – 1. místo v jedné ze dvou skupin I. divize (postup) - 2012 – 3. místo v A skupině I. divize - 2013 – 1. místo v A skupině I. divize (postup) - 2015 – 2. místo v A skupině I. divize - 2016 – 4. místo v A skupině I. divize - 2017 – 6. místo v A skupině I. divize (sestup) - 2018 – 1. místo v B skupině I. divize (postup) - 2019 – 3. místo v A skupině I. divize - 2020 – 4. místo v A skupině I. divize - 2021 - nižší divize zrušeny kvůli pandemii koronaviru |